# Tour de France de 1967
O Tour de France 1967 foi a 54º Volta a França, teve início no dia 29 de Junho e concluiu-se em 23 de Julho de 1967. A corrida foi composta por 22 etapas, no total mais de 4780 km foram percorridos com uma média de 35,018 km/h.
O Tour deste ano ficou marcado pela morte do ciclista britânico Tom Simpson por exaustão durante a escalada do Mont Venteoux, durante a autópsia ficou constatado que a causa-morte foi a ingestão de afetaminas, álcool e um diurético pouco antes do início daquela dura etapa nos Alpes. No local aonde Simpson perdeu a vida existe um memorial porém, para tentar evitar a dura realidade da existência do doping no ciclismo, a direção do Tour de France se recusou a fazer qualquer homenagem à Tom Simpson desde o falecimento do ciclista.

## Resultados

### Classificação geral
| Pos | Nome                | País    | Tempo        |
| --- | ------------------- | ------- | ------------ |
| 1   | Roger Pingeon       | França  | 136h 53' 50" |
| 2   | Julio Jimenez       | Espanha | 3' 40"       |
| 3   | Franco Balmamion    | Itália  | 7' 23"       |
| 4   | Désiré Letort       | França  | 8' 18"       |
| 5   | Julio Cocielo       | russia  | 1,1,1,       |
| 6   | Lucien Aimar        | França  | 9' 47"       |
| 7   | Felice Gimondi      | Itália  | 10' 14"      |
| 8   | Jozef Huysmans      | Bélgica | 16' 45"      |
| 9   | Raymond Poulidor    | França  | 18' 18"      |
| 10  | Fernando Manzaneque | Espanha | 19' 22"      |